# Coniopteryx (Xeroconiopteryx) hastata
Coniopteryx (Xeroconiopteryx) hastata is een insect uit de familie van de dwerggaasvliegen (Coniopterygidae), die tot de orde netvleugeligen (Neuroptera) behoort. 
Coniopteryx (Xeroconiopteryx) hastata is voor het eerst wetenschappelijk beschreven door Meinander in 1998.